# Камчадали
Камчада́ли — етнографічна група росіян, старожиле населення сучасної території Камчатського краю, Магаданської області, що утворилося внаслідок етнічних контактів нечисленних російських переселенців з представниками аборигенних північних етносів, здебільшого внаслідок культурної асиміляції, переважно мовної. У XVIII столітті терміном камчадали позначали ітельменів., які до 1926 року в більшості мовно асимілювались та стали одномовними перейшовши  російську мову і під час перепису 1926 року були розділені по мовній ознаці і російськомовні які становили більшість ітельменів були зараховані до російського етносу, хоча по практикам життєвої діяльність нічим не відрізнялися від ітельменомовних.
Найбільшою частиною з походження і культури російськомовних камчадалів були ітельмени, набагато  меншою осілі метисовані 
та культурно в тому числі мовно асимільовані  евени прибережних та східних районів Магаданської області а в минулому також метисовані коряки та нечисленні переселені метисовані чуванці з річки Анадирь які проживали в Гижигинську .  Мова камчадалів — російська.
Постійне російське населення з'явилося станом на 1730-ті роки і внаслідок своєї нечисленності значною мірою змішалося з аборигенами краю, а частина ітельменів сприйняла російську мову і культуру, увійшовши до складу камчадалів. На початок XX століття на Камчатці налічувалося близько 3600 осіб місцевого російсько-ітельменського населення, яке являло собою одну етнографічну групу із загальними рисами культури і побуту та переважно одномовних з російською мовою спілкування.
За результатами перепису 2002 року на території Росії проживало 2293 камчадали, виділені в окрему народність.
Камчадалами себе також називають старожили узбережжя Охотського моря в Магаданській області, що проживають в селищах Ола, Гижига, Ямськ, Тауйськ, Армань та ін.

## Чисельність камчадалів у населених пунктах Камчатки (2002р.)
Камчатський край:
- селище Ключі 472
- село Мільково 388
- місто Петропавловськ-Камчатський 216
- селище Усть-Камчатськ 182